# Regras do Marquês de Queensberry
As Regras do Marquês de Queensberry deram início à base do que hoje se chama de boxe moderno.
A prática do boxe, como um esporte de combate, remonta ao século XVIII, na Inglaterra. Contudo, naquela época, as lutas de boxe ainda eram consideradas ilegais e, portanto, a fim de evitar interrupções por parte da polícia, sempre eram realizadas de maneira clandestina.
Então, no intuito de enfim tornar o boxe aceito pela sociedade, em fins do século XIX, foram introduzidas as Regras do Marquês de Queensberry, que ao contrário do que o nome possa sugerir, não foram elaboradas pelo Marquês de Queensberry, mas sim por John Graham Chambers.
Amigo de Chambers e também um entusiasta do boxe, John Douglas, o 9.º Marquês de Queensberry, apenas fez a cortesia de emprestar seu nome às regras, utilizando-se de toda sua fama para dar maior credibilidade às novas mudanças planejadas por Chambers.

## Breve histórico
Antes da elaboração das Regras do Marquês de Queensberry, o boxe era praticado sob as Regras de London Prize, quando os lutadores se enfrentavam sem o uso de luvas, em um combate com um número indefinido de assaltos.
Considerada uma prática ilegal, em muitas localidades da Inglaterra, e também em outros países, não era raro acontecer de uma luta de boxe acabar sendo interrompida por uma batida policial. Devido à brutalidade dos combates, o boxe não era bem-aceito como uma prática esportiva.
Desta forma, em 1865, John Graham Chambers, um esportista e grande entusiasta do boxe, elaborou as Regras do Marquês de Queensberry, mais tarde publicadas em 1867. Rejeitadas pelos lutadores de boxe inicialmente, as Regras de Queensberry aos poucos foram sendo introduzidas nos combates, até se solidificarem por volta de 1885 a 1891, pondo um fim de vez às lutas sob as regras de London Prize.

## As regras
1. Todas a lutas deverão acontecer em um ringue de luta apropriado.
2. A luta deverá ter um número de assaltos pré-determinados antes de seu início e um árbitro deverá ser escolhido para mediar o combate.
3. Cada assalto deverá ter 3 minutos de duração, com um intervalo de descanso de 1 minuto entre eles.
4. Caso um pugilista seja derrubado, será aberto uma contagem de 10 segundos, para que ele possa se reerguer, sem nenhum auxílio de outra pessoa. Enquanto isso, o outro pugilista deverá aguardar em seu canto, até que seu adversário esteja novamente de pé e apto a continuar o combate. Caso o pugilista caído não consiga se levantar dentro dos 10 segundos, caberá ao árbitro encerrar a luta e dar a vitória ao pugilista que aplicou o nocaute.
5. Um pugilista apoiado nas cordas, sem conseguir se defender dos golpes de seu adversário, deverá ser considerado sem condições de prosseguir no combate.
6. Não será permitida a entrada de pessoas estranhas no interior do ringue, durante o andamento da luta.
7. Caso seja necessário interromper a luta por motivos alheios ao combate, caberá ao árbitro indicar um novo local e data para se realizar o restante da luta, a menos que ambos os pugilistas concordem com um resultado de empate.
8. Os pugilistas deverão usar luvas de boxe, novas e de boa qualidade.
9. Caso um dos pugilistas fique sem sua luva, seja porque ela foi danificada, seja porque ela saiu de sua mão, o combate deverá ser interrompido pelo árbitro, que somente deverá reiniciar a luta após averiguar a devida resolução do problema.
10. Um pugilista de joelhos é considerado um pugilista caído, não podendo mais ser golpeado pelo outro.
11. As sapatilhas não podem possuir bicos metálicos ou objetos que possam ferir o adversário.
12. Terminada a luta, caso um pugilista deixe o ringue sem a autorização do árbitro, antes do anúncio oficial do resultado, ele será desqualificado.